# Burni Gong
Burni Gong är ett berg i Indonesien.   Det ligger i provinsen Aceh, i den västra delen av landet, 1 600 km nordväst om huvudstaden Jakarta. Toppen på Burni Gong är 1 530 meter över havet, eller 234 meter över den omgivande terrängen. Bredden vid basen är 3,1 km.
Terrängen runt Burni Gong är kuperad åt sydost, men åt nordväst är den bergig.Runt Burni Gong är det mycket glesbefolkat, med 2 invånare per kvadratkilometer. I omgivningarna runt Burni Gong växer i huvudsak städsegrön lövskog.